# Limburg an der Lahn
Limburg a.d. Lahn is een gemeente in de Duitse deelstaat Hessen. Het is de Kreisstadt van de Landkreis Limburg-Weilburg. De stad telt 35.648 inwoners.
Limburg a.d. Lahn heeft een oppervlakte van 45,15 km² en ligt naast de grens tussen Hessen en Rijnland-Palts, ongeveer 30 km ten oosten van Koblenz. Door Limburg vloeit de Lahn. In Limburg is de zetel van het Bisdom Limburg. De dom van Limburg, die in 1235 gewijd werd, is een gaaf voorbeeld van laat-romaanse bouw, hoewel ook al enige vroeg-gotische elementen zichtbaar zijn.

## Geschiedenis
In 1289 en 1342 vonden in Limburg an der Lahn grote stadsbranden plaats.

## Woonkernen binnen de gemeente
1. Limburg: 18.393
2. Lindenholzhausen: 3377
3. Linter: 3160
4. Eschhofen: 2803
5. Staffel: 2656
6. Offheim: 2572
7. Dietkirchen: 1724
8. Ahlbach: 1281

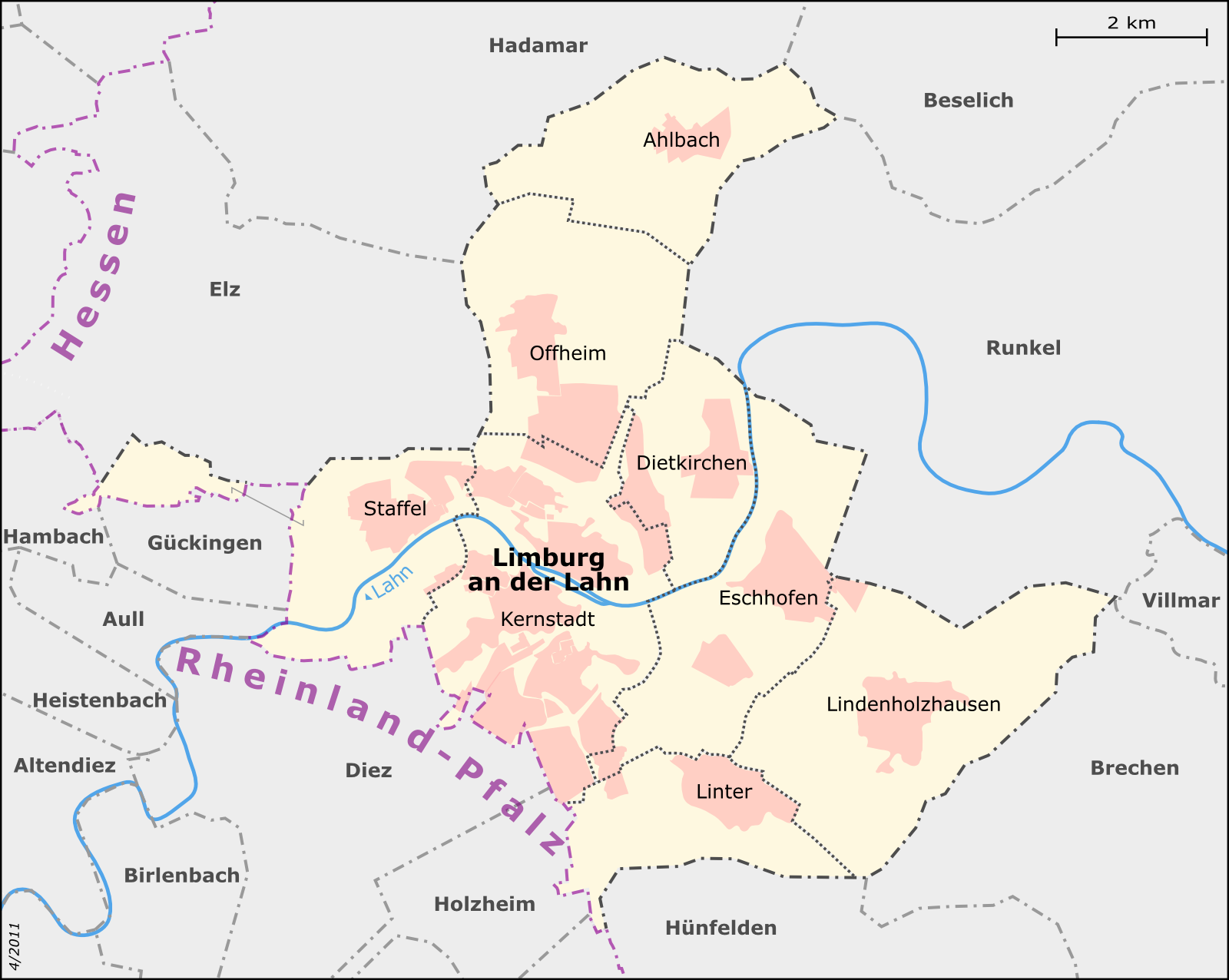
De stadsdelen binnen de gemeente Limburg

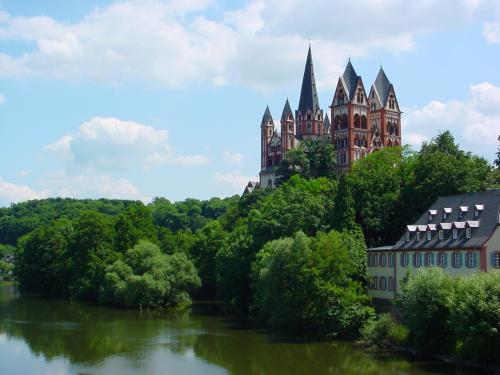
Lahn en kathedraal te Limburg
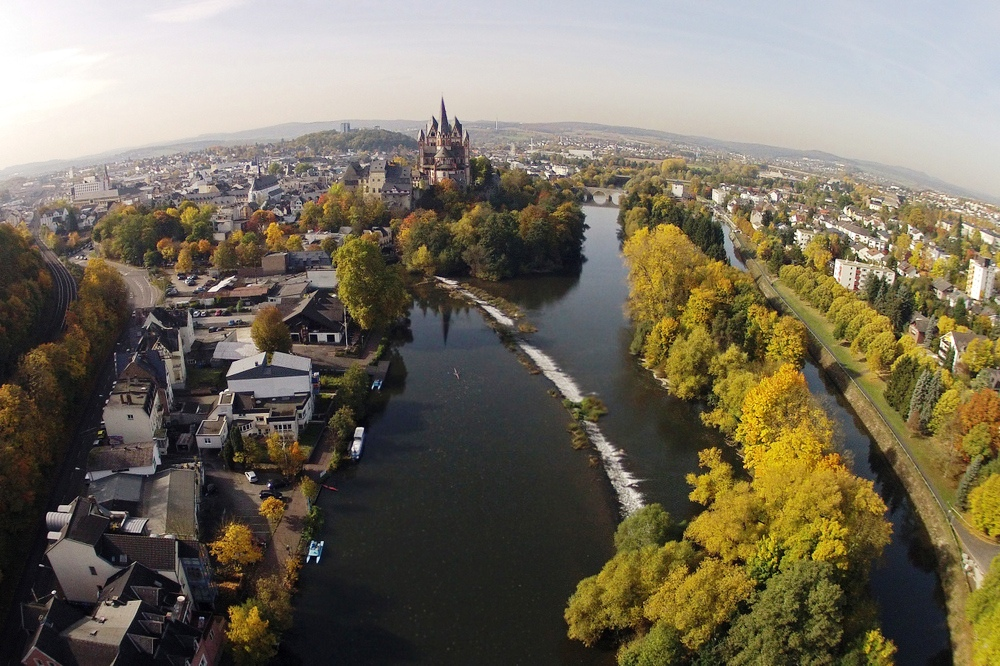
Limburg vanuit het oosten
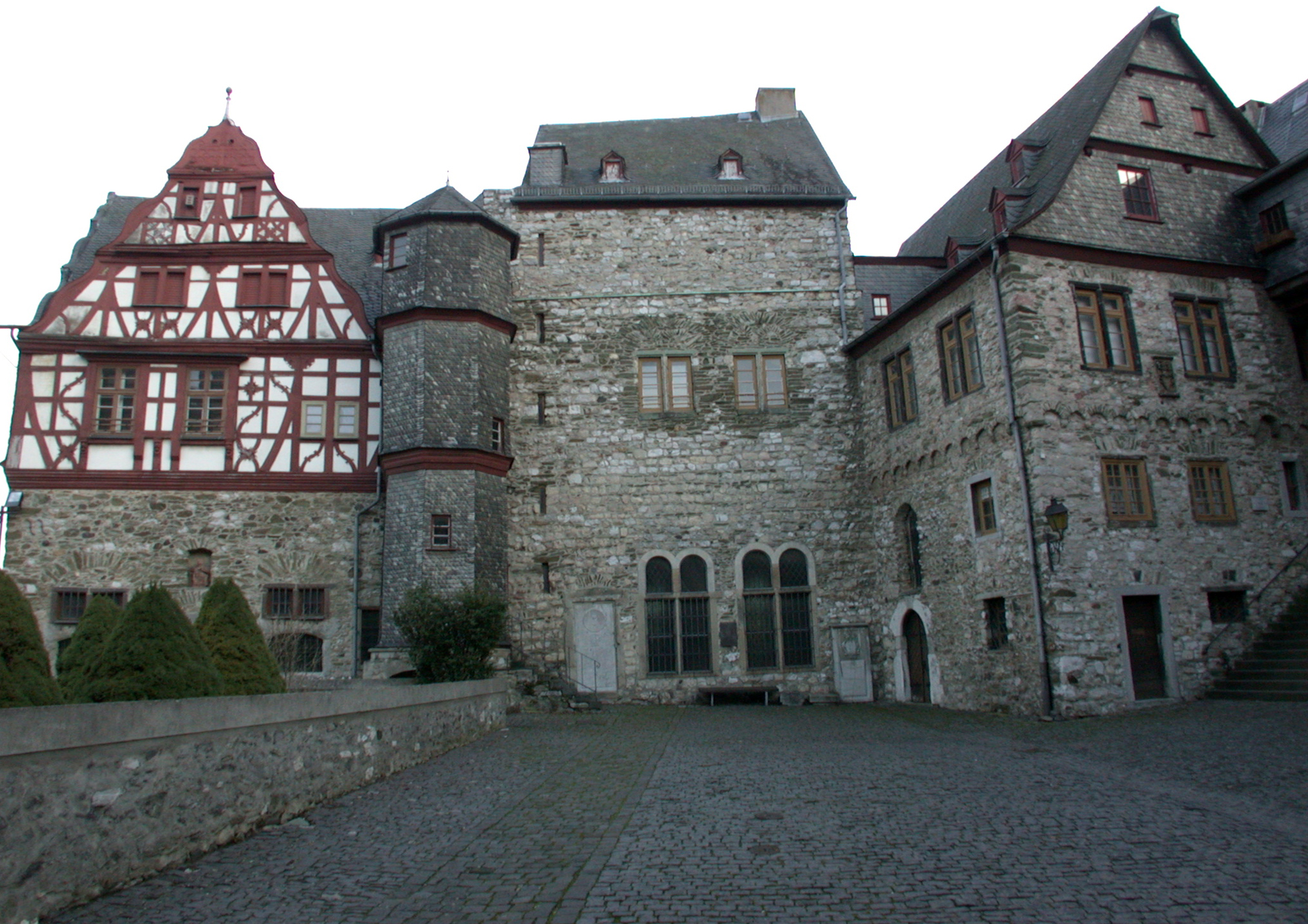
Oudste deel van de Burg
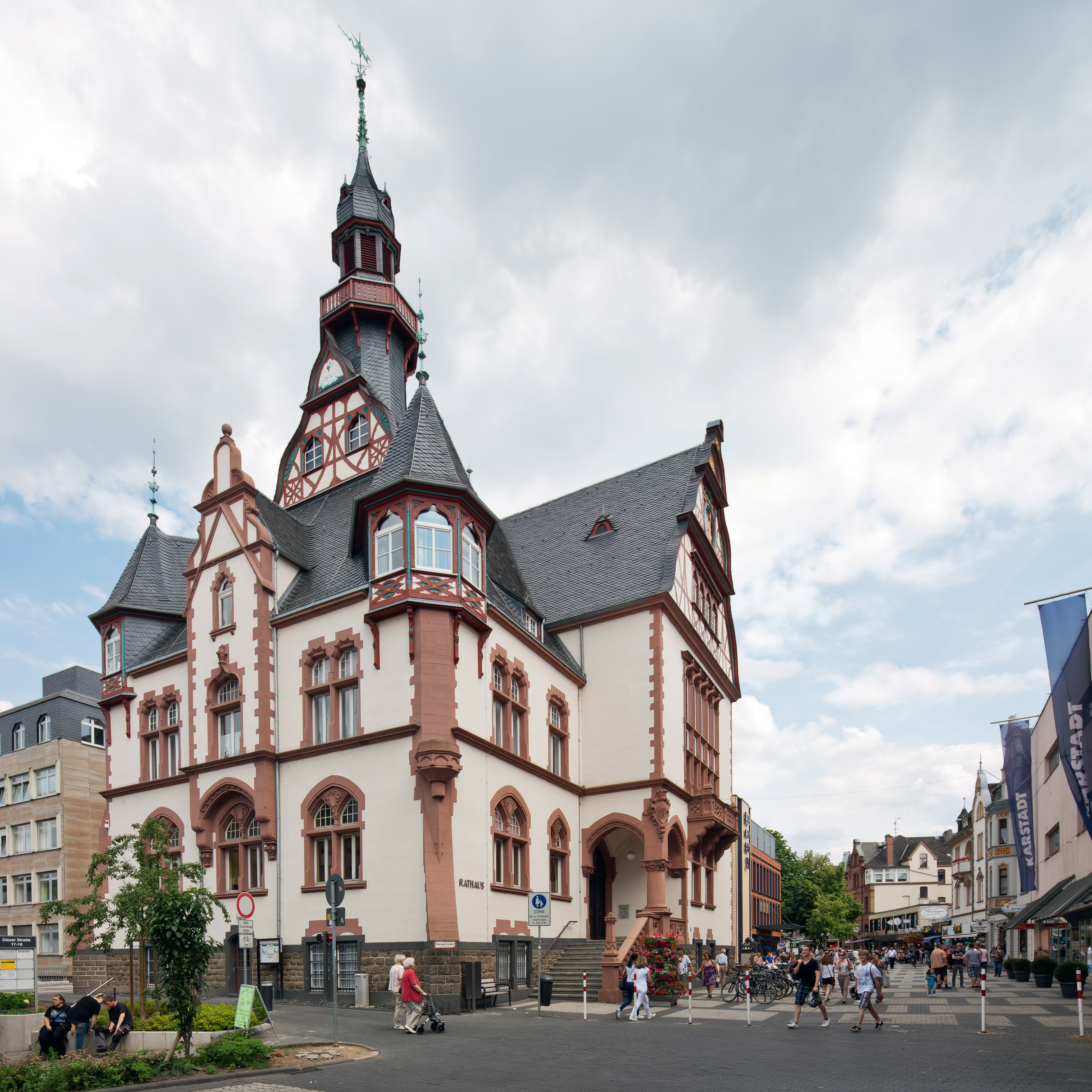
Rathaus
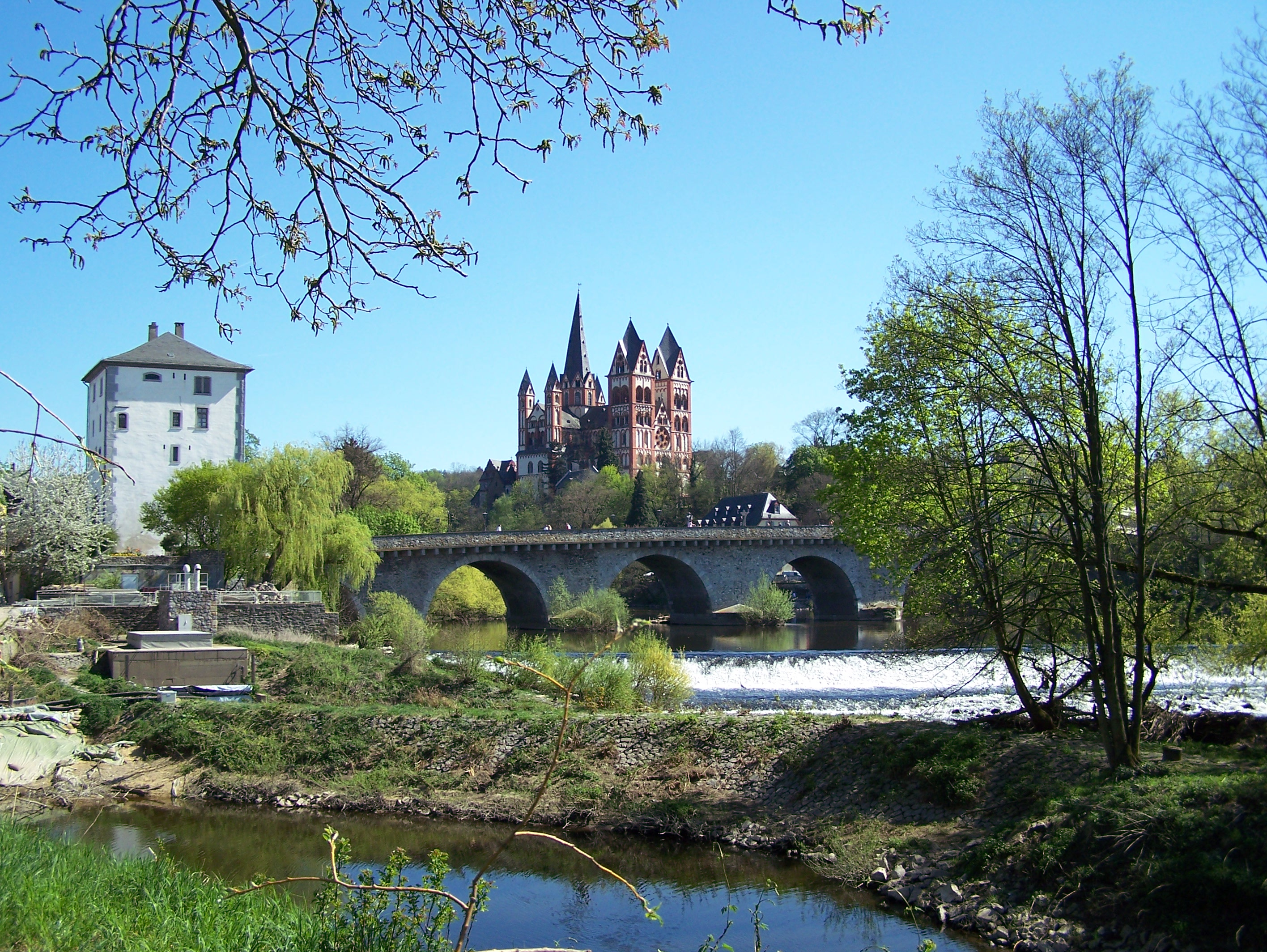
Dom en Lahn
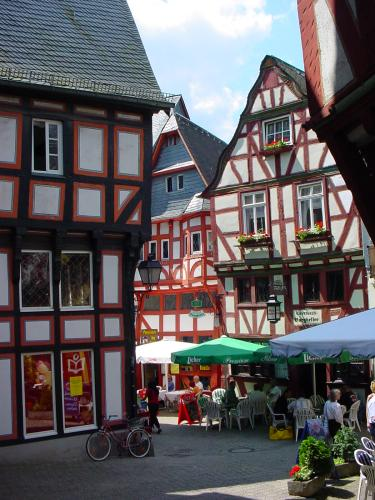
Fischmarkt
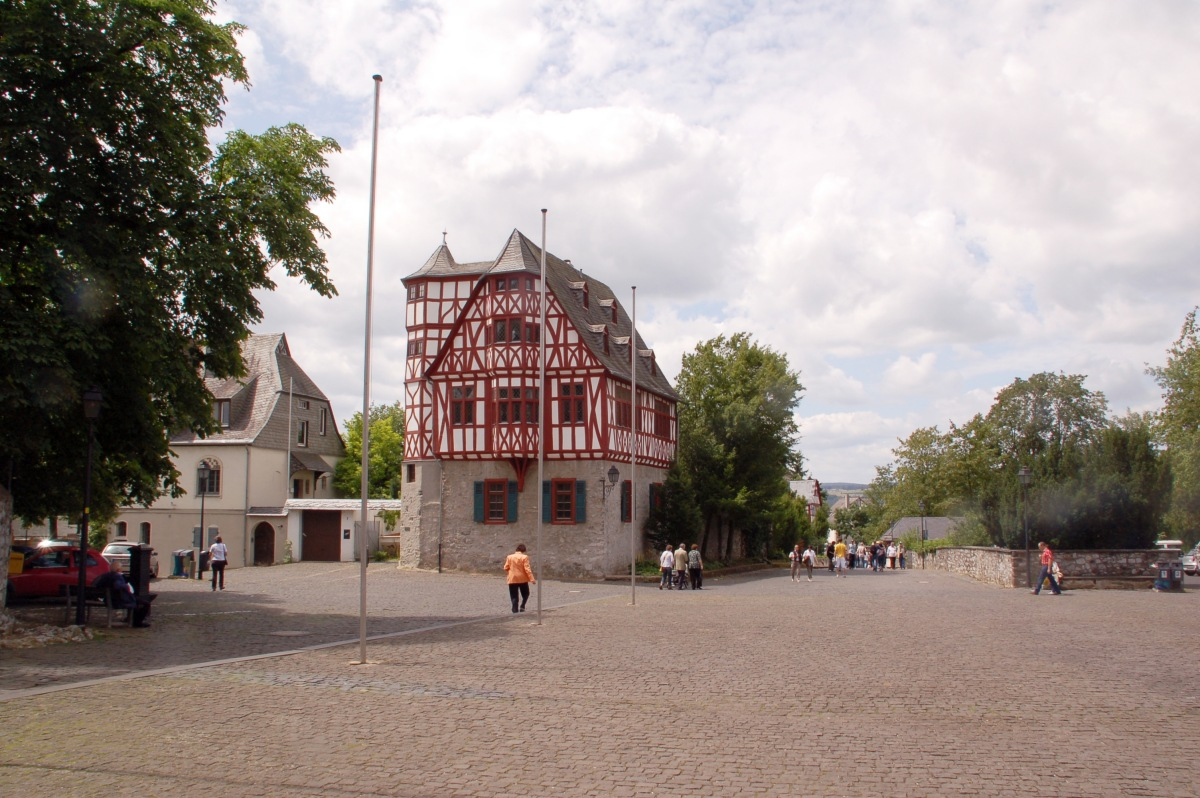
De 'Domplatz'

## Geboren
- Stefan Saliger (1967), Duits hockeyer

Bad Camberg ·
Beselich ·
Brechen ·
Dornburg ·
Elbtal ·
Elz ·
Hadamar ·
Hünfelden ·
Limburg a.d. Lahn ·
Löhnberg ·
Mengerskirchen ·
Merenberg ·
Runkel ·
Selters (Taunus) ·
Villmar ·
Waldbrunn (Westerwald) ·
Weilburg ·
Weilmünster ·
Weinbach